# Lysipomia acaulis
Lysipomia acaulis är en klockväxtart som beskrevs av Carl Sigismund Kunth. Lysipomia acaulis ingår i släktet Lysipomia och familjen klockväxter. IUCN kategoriserar arten globalt som sårbar. Inga underarter finns listade i Catalogue of Life.